# Associazione Calcio Pistoiese 2005-2006
Questa pagina raccoglie le informazioni riguardanti l'Associazione Calcio Pistoiese nelle competizioni ufficiali della stagione 2005-2006.

## Rosa
| N. |                   | Ruolo | Calciatore           |
| -- | ----------------- | ----- | -------------------- |
|    | Italia (bandiera) | A     | Fabio Alteri         |
|    | Italia (bandiera) | A     | Alessio Ballerini    |
|    | Italia (bandiera) | C     | Jonatan Binotto      |
|    | Italia (bandiera) | C     | Fabrizio Boccaccini  |
|    | Italia (bandiera) | C     | Filippo Breschi      |
|    | Italia (bandiera) | A     | Marco Calonaci       |
|    | Italia (bandiera) | C     | Francesco Cardamonte |
|    | Italia (bandiera) | C     | Emmanuel Cascione    |
|    | Italia (bandiera) | C     | Fabio Catacchini     |
|    | Italia (bandiera) | C     | Alessandro Colasante |
|    | Italia (bandiera) | D     | Lorenzo Collacchioni |
|    | Italia (bandiera) | D     | Marco Criniti        |
|    | Italia (bandiera) | A     | Fiorenzo D'Ainzara   |
|    | Italia (bandiera) | C     | Diego Di Chiara      |
|    | Italia (bandiera) | A     | Antonio Di Matera    |
|    | Italia (bandiera) | A     | Antonio Di Nardo     |

| N. |                   | Ruolo | Calciatore           |
| -- | ----------------- | ----- | -------------------- |
|    | Italia (bandiera) | C     | Vincenzo D'Isanto    |
|    | Italia (bandiera) | C     | Roberto Falivena     |
|    | Italia (bandiera) | C     | Andrea Gennari       |
|    | Italia (bandiera) | D     | Mavillo Gheller      |
|    | Italia (bandiera) | P     | Guido Lippi          |
|    | Italia (bandiera) | P     | Gianmatteo Mareggini |
|    | Italia (bandiera) | D     | Matteo Mariani       |
|    | Italia (bandiera) | A     | Omar Martinetti      |
|    | Italia (bandiera) | D     | Mauro Mayer          |
|    | Italia (bandiera) | D     | Mattia Mela          |
|    | Italia (bandiera) | A     | Emiliano Melis       |
|    | Italia (bandiera) | C     | Marco Parolo         |
|    | Serbia (bandiera) | C     | Marko Perović        |
|    | Italia (bandiera) | A     | Davide Rovella       |
|    | Italia (bandiera) | A     | Francesco Zizzari    |

## Risultati

### Campionato

#### Girone di andata
| 28 agosto 2005 1ª giornata | Pistoiese | 0 – 1 | Grosseto |  |

| 4 settembre 2005 2ª giornata | Lanciano | 0 – 0 | Pistoiese |  |

| 11 settembre 2005 3ª giornata | Pistoiese | 0 – 0 | Gela |  |

| 18 settembre 2005 4ª giornata | Manfredonia | 1 – 0 | Pistoiese |  |

| 25 settembre 2005 5ª giornata | Pistoiese | 1 – 1 | Napoli |  |

| 2 ottobre 2005 6ª giornata | Chieti | 1 – 0 | Pistoiese |  |

| 9 ottobre 2005 7ª giornata | Pistoiese | 0 – 1 | Acireale |  |

| 16 ottobre 2005 8ª giornata | Pistoiese | 0 – 0 | Foggia |  |

| 23 ottobre 2005 9ª giornata | Lucchese | 0 – 0 | Pistoiese |  |

| 6 novembre 2005 10ª giornata | Pistoiese | 0 – 0 | Torres |  |

| 13 novembre 2005 11ª giornata | Perugia | 1 – 1 | Pistoiese |  |

| 20 novembre 2005 12ª giornata | Massese | 1 – 0 | Pistoiese |  |

| 27 novembre 2005 13ª giornata | Pistoiese | 0 – 1 | Frosinone |  |

| 2 dicembre 2005 14ª giornata | Pisa | 0 – 0 | Pistoiese |  |

| 11 dicembre 2005 15ª giornata | Pistoiese | 1 – 1 | Sangiovannese |  |

| 15 dicembre 2005 16ª giornata | Juve Stabia | 0 – 0 | Pistoiese |  |

| 21 dicembre 2005 17ª giornata | Pistoiese | 1 – 0 | Martina |  |

#### Girone di ritorno
| 8 gennaio 2006 18ª giornata | Grosseto | 1 – 1 | Pistoiese |  |

| 13 gennaio 2006 19ª giornata | Pistoiese | 1 – 3 | Lanciano |  |

| 22 gennaio 2006 20ª giornata | Gela | 0 – 2 | Pistoiese |  |

| 29 gennaio 2006 21ª giornata | Pistoiese | 1 – 1 | Manfredonia |  |

| 5 febbraio 2006 22ª giornata | Napoli | 2 – 0 | Pistoiese |  |

| 17 febbraio 2006 23ª giornata | Pistoiese | 0 – 0 | Chieti |  |

| 24 febbraio 2006 24ª giornata | Acireale | 0 – 0 | Pistoiese |  |

| 5 marzo 2006 25ª giornata | Foggia | 1 – 3 | Pistoiese |  |

| 12 marzo 2006 26ª giornata | Pistoiese | 1 – 0 | Lucchese |  |

| 19 marzo 2006 27ª giornata | Torres | 1 – 4 | Pistoiese |  |

| 26 marzo 2006 28ª giornata | Pistoiese | 1 – 0 | Perugia |  |

| 2 aprile 2006 29ª giornata | Pistoiese | 3 – 0 | Massese |  |

| 9 aprile 2006 30ª giornata | Frosinone | 3 – 3 | Pistoiese |  |

| 15 aprile 2006 31ª giornata | Pistoiese | 1 – 0 | Pisa |  |

| 23 aprile 2006 32ª giornata | Sangiovannese | 1 – 1 | Pistoiese |  |

| 30 aprile 2006 33ª giornata | Pistoiese | 1 – 1 | Juve Stabia |  |

| 7 maggio 2006 34ª giornata | Martina | 1 – 1 | Pistoiese |  |